# Манаенки (станция)
Мана́енки (иногда встречается написание Мона́енки) — железнодорожная станция Московской железной дороги в посёлке Центральный в семи километрах от села Манаенки в Арсеньевском района Тульской области на однопутной неэлектрифицированной линии Козельск-Белёв-Горбачёво. Железную дорогу предполагалось провести близ большого села Манаенки (тогда Белёвского уезда, теперь Арсеньевского района), для чего жителями этого села была собрана и дана денежная взятка, в селе было построено здание вокзала, впоследствии использованное под школу, теперь пустующее. Но в связи со сложностью ландшафта железную дорогу провели в отдалении и в компенсацию ущерба близлежащая станция была названа «Манаенки». На строительстве этой линии железной дороги работали жители села Манаенки, в основном женщины. Прозвище женщин-подёнщиц «мананки» пошло от названия этого села.
Пассажирского движения нет.
Грузовое движение исчезающее.
На станции остался лишь один путь, все остальное путевое развитие разобрано, пассажирская платформа настолько заросла, что пройти по ней уже нет возможности. Да и в прежние годы особой работой станция не отличалась. Станционное здание используется под жилой дом. На момент 2021 года здание полностью пустует, заброшено. На путях выросли деревья. Поэтому какой-либо возможности на восстановление движения от Тулы до Белева быть и не может.

## Фотографии
- Здание вокзала